# Antão Martins da Câmara
Antão Martins da Câmara (m. 9 de junho de 1577) foi o quarto e último capitão do donatário da Praia, de 1540 a 1577, em sucessão de Álvaro Martins Homem. Era casado com Joana, a dama de Isabel, a esposa de Duarte, filho do rei Manuel I. Era pai de Clementina. Em 1540, fez cadeia nova. Em 1543, viajou para Lisboa, e lá permaneceu até 1567, quando foi obrigado a retornar para Praia. Durante boa parte do tempo que era capitão, foi representado por seus lugares-tenentes. Nesta época, foram feitas novas fortificações, não só porque o Reino de Portugal estava ativamente em conflito, mas porque os centros litorâneos constantemente eram alvo de ataques corsários. Aquando do seu falecimento em 9 de junho de 1577, foi sepultado na capela mor da Praia.